# 根來寺
根來寺（ねごろじ）是位在日本和歌山縣岩出市的新義真言宗總本山寺院。山號「一乘山」（いちじょうさん）。開基（創立者）為興教大師覺鑁。戰國時代以根來寺為中心，擁有稱作「根來眾」的僧兵集團。

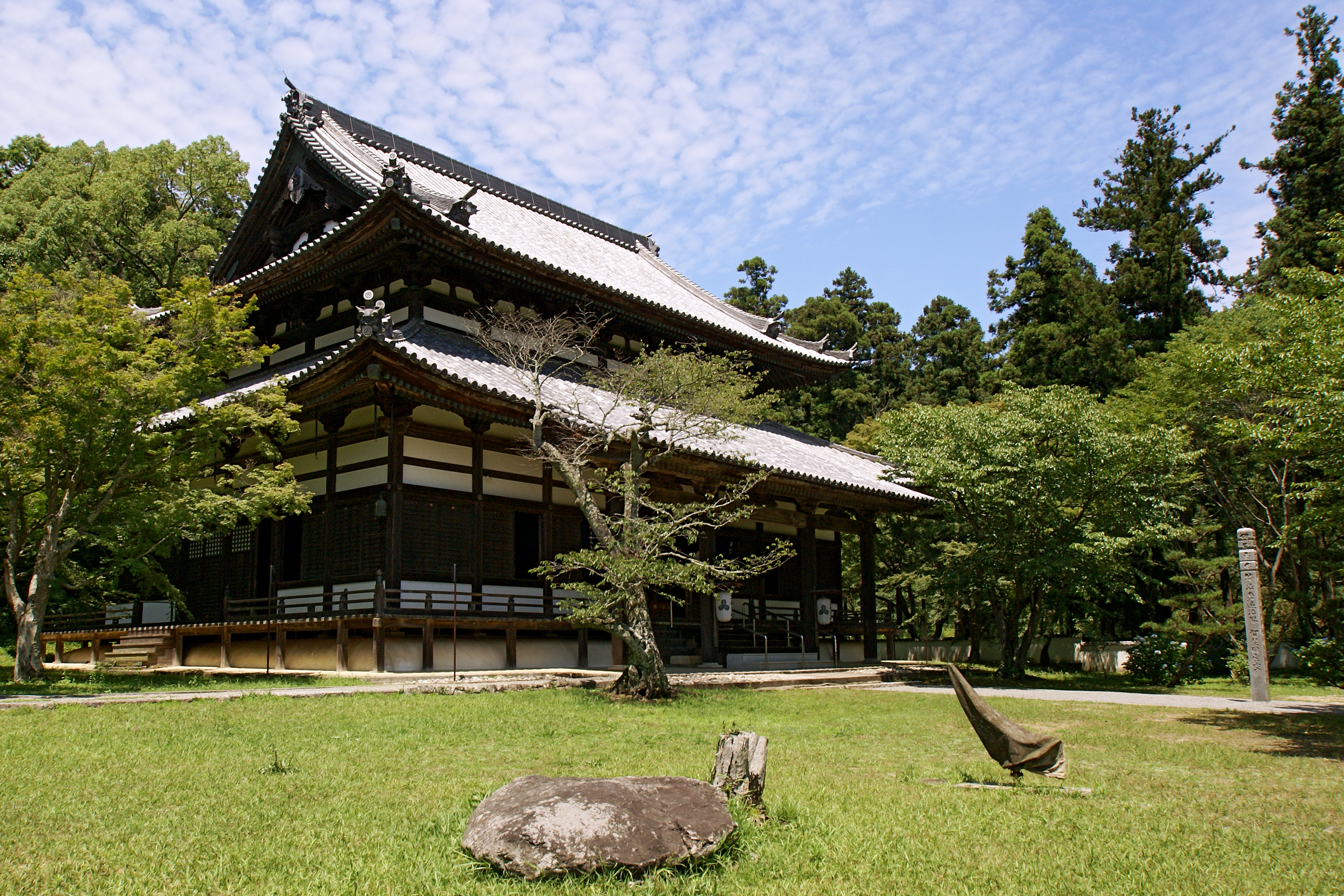
大傳法堂
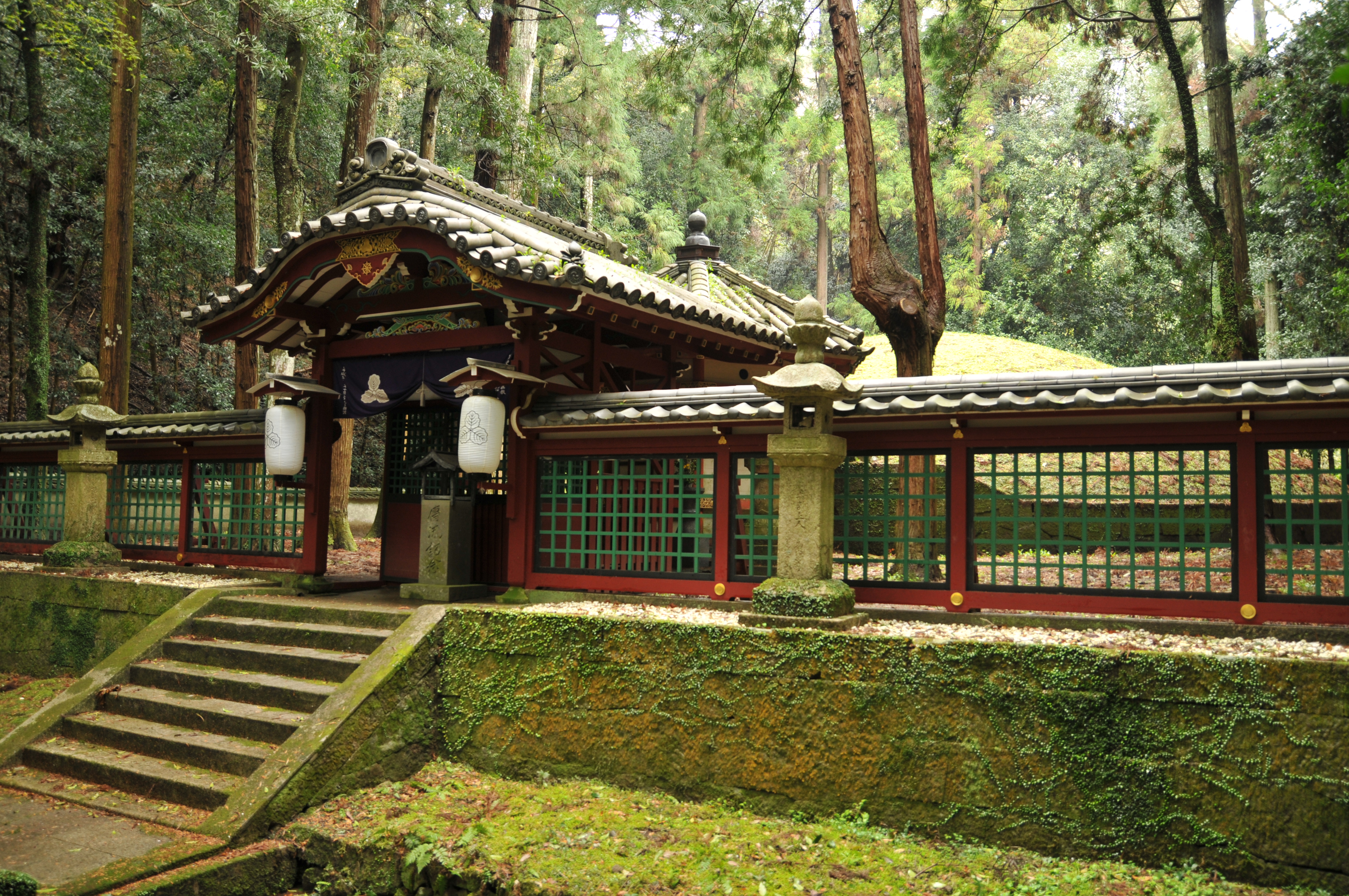
興教大師廟
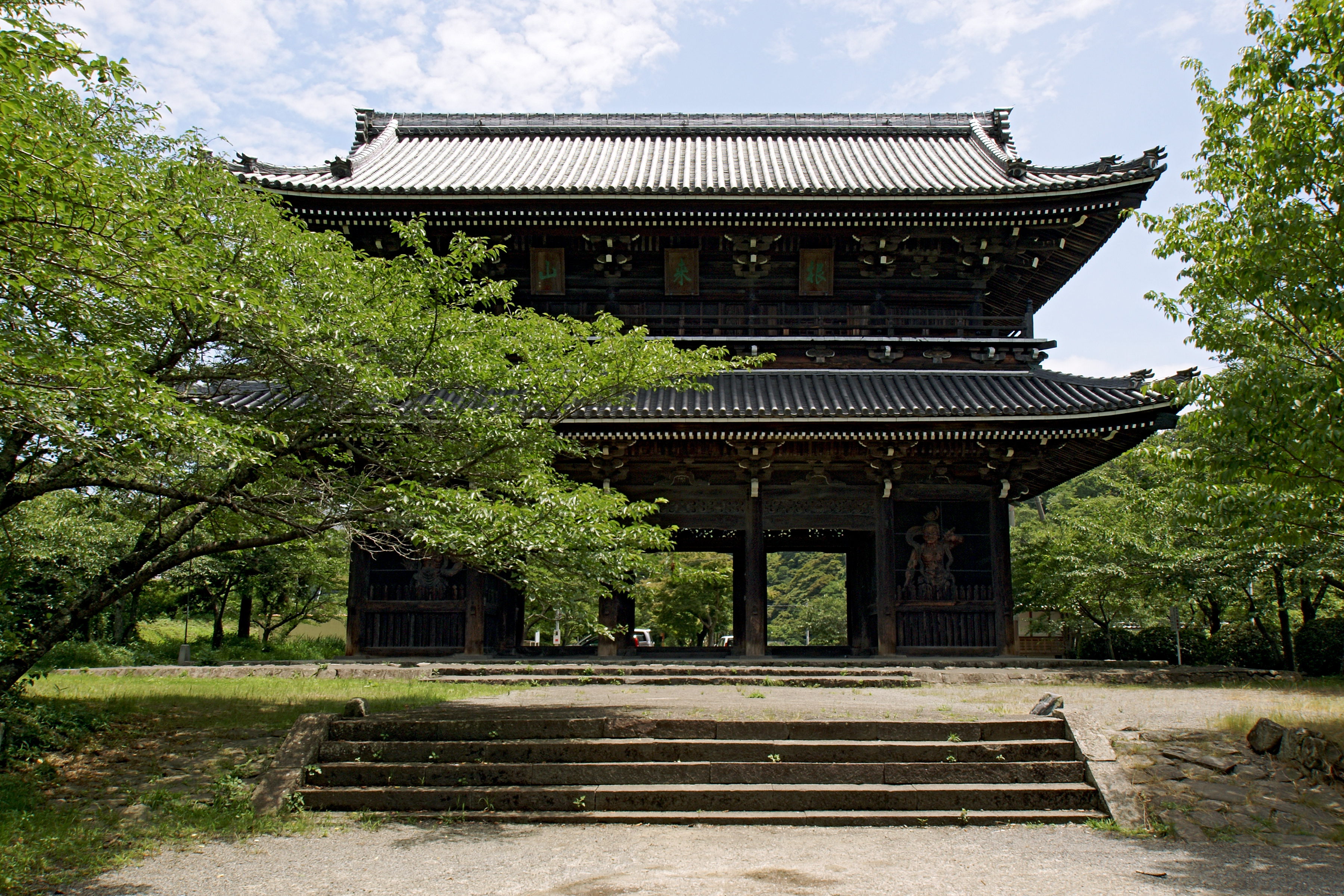
大門
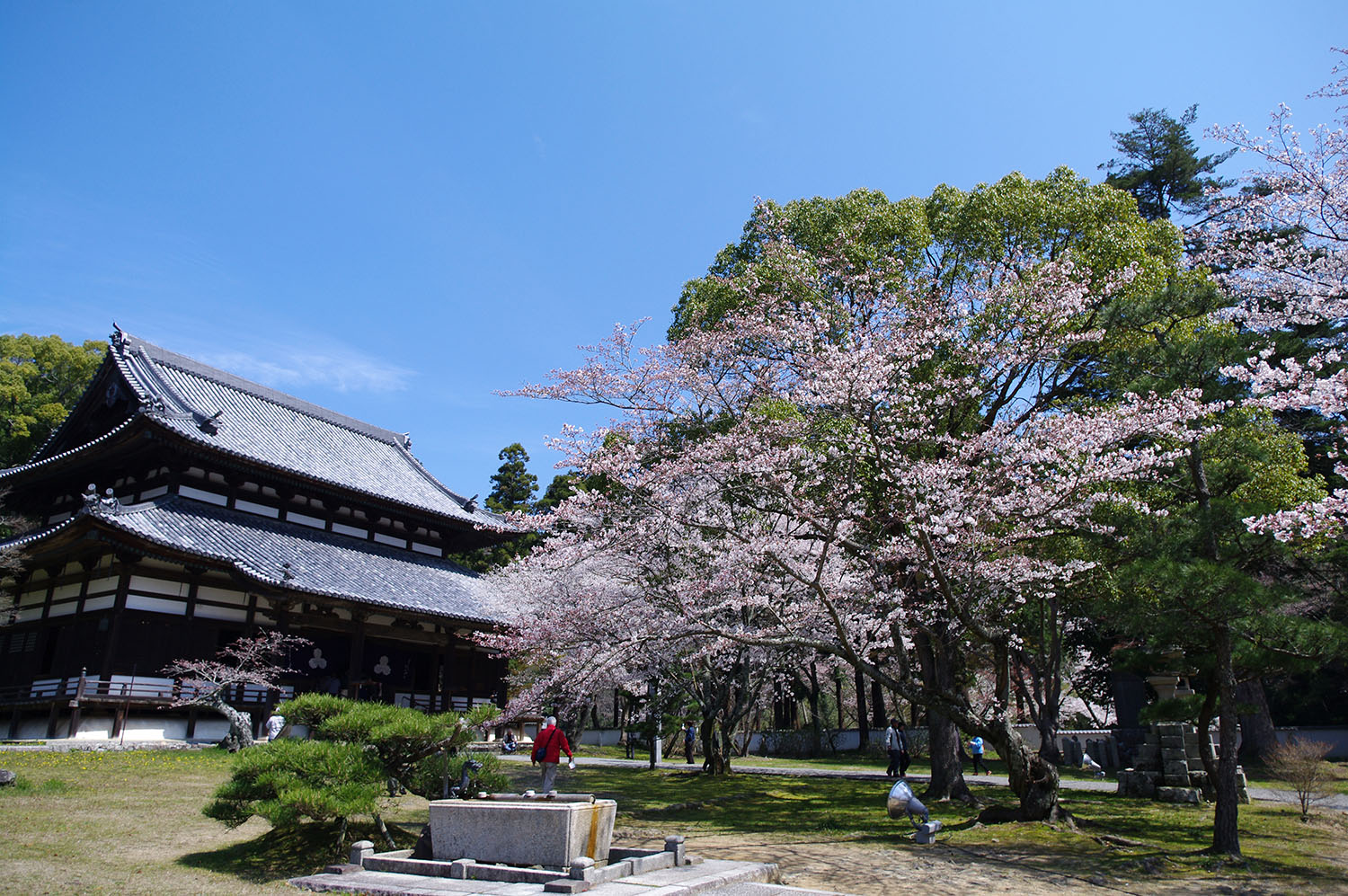
春之根來寺
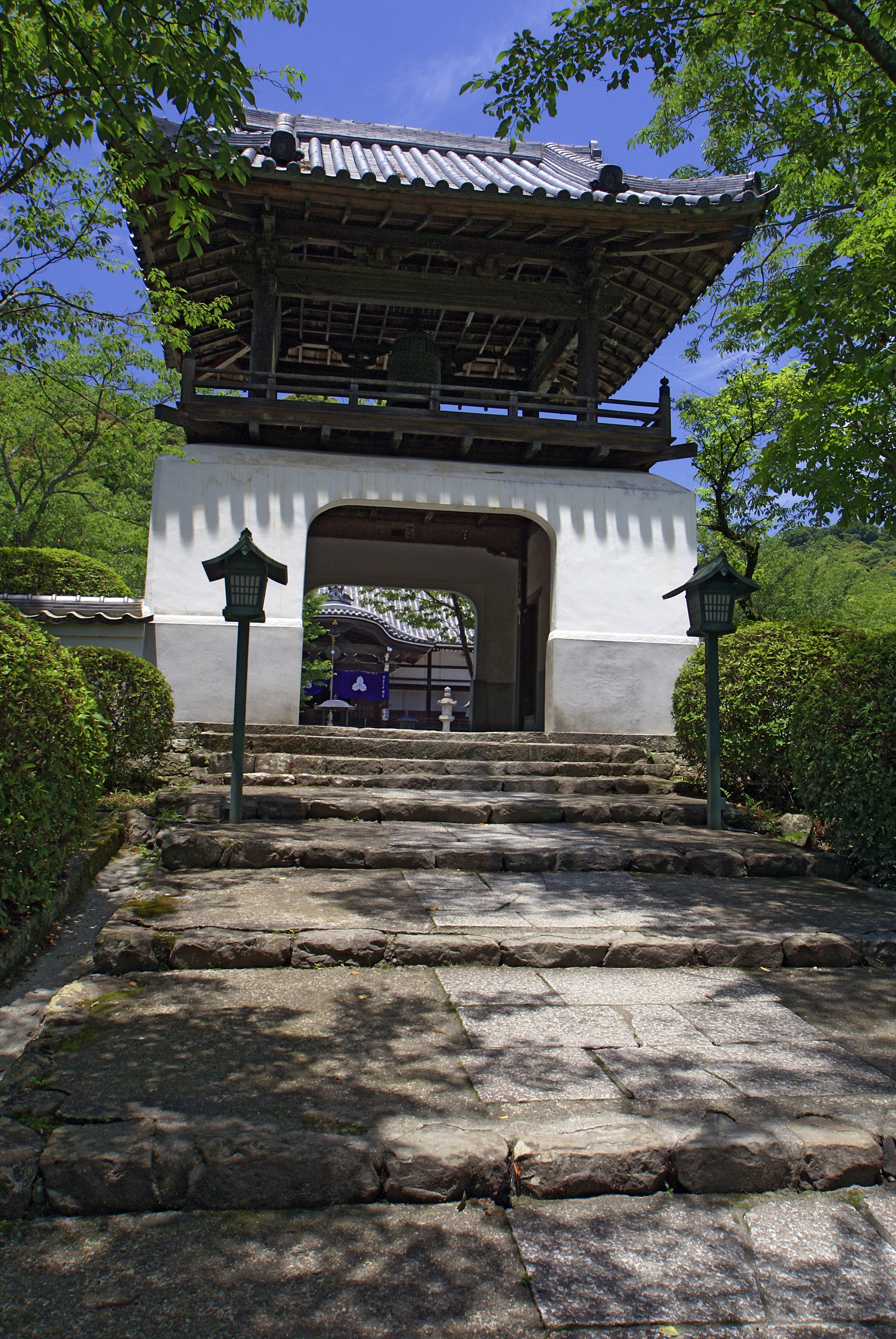
鐘楼門
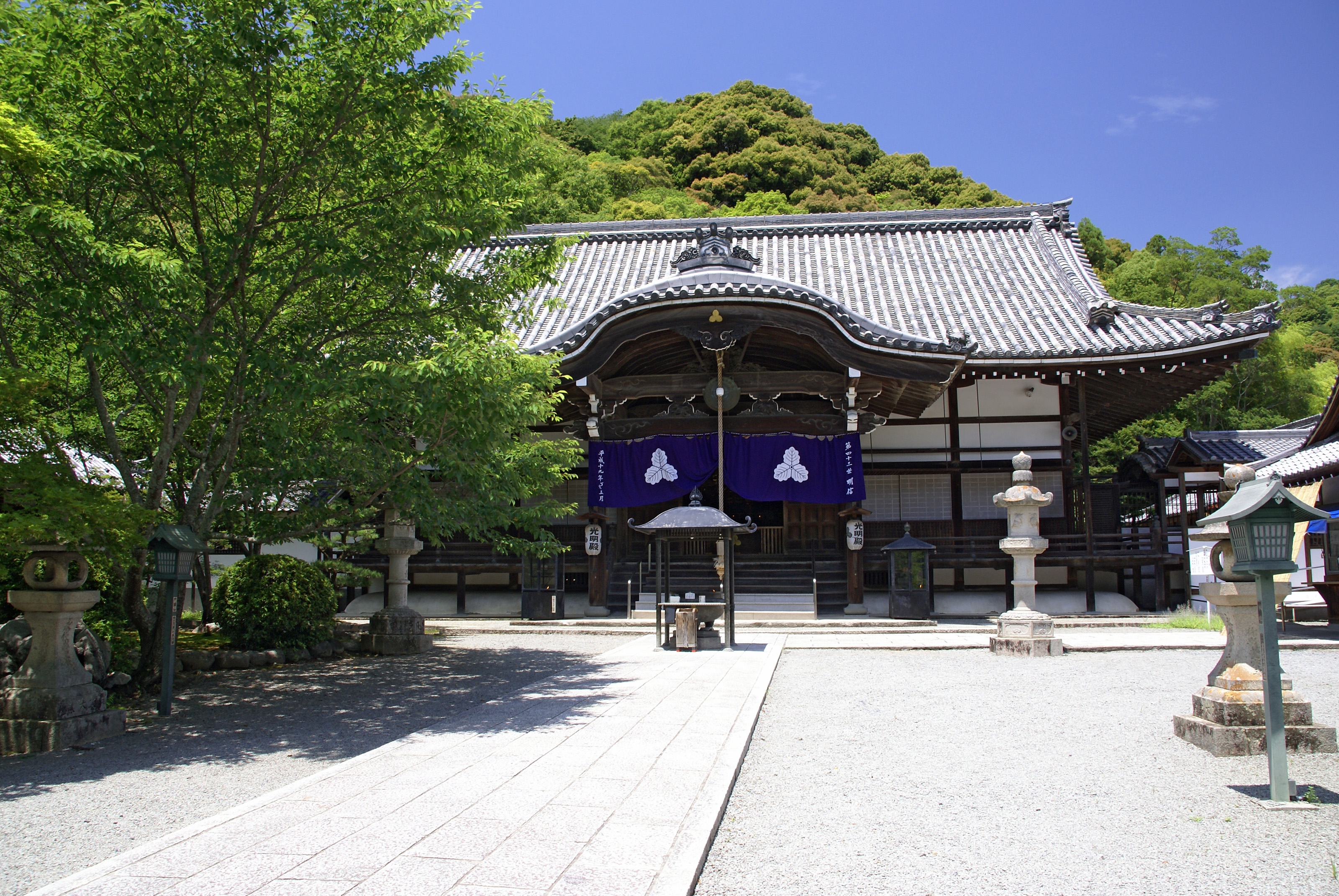
光明殿
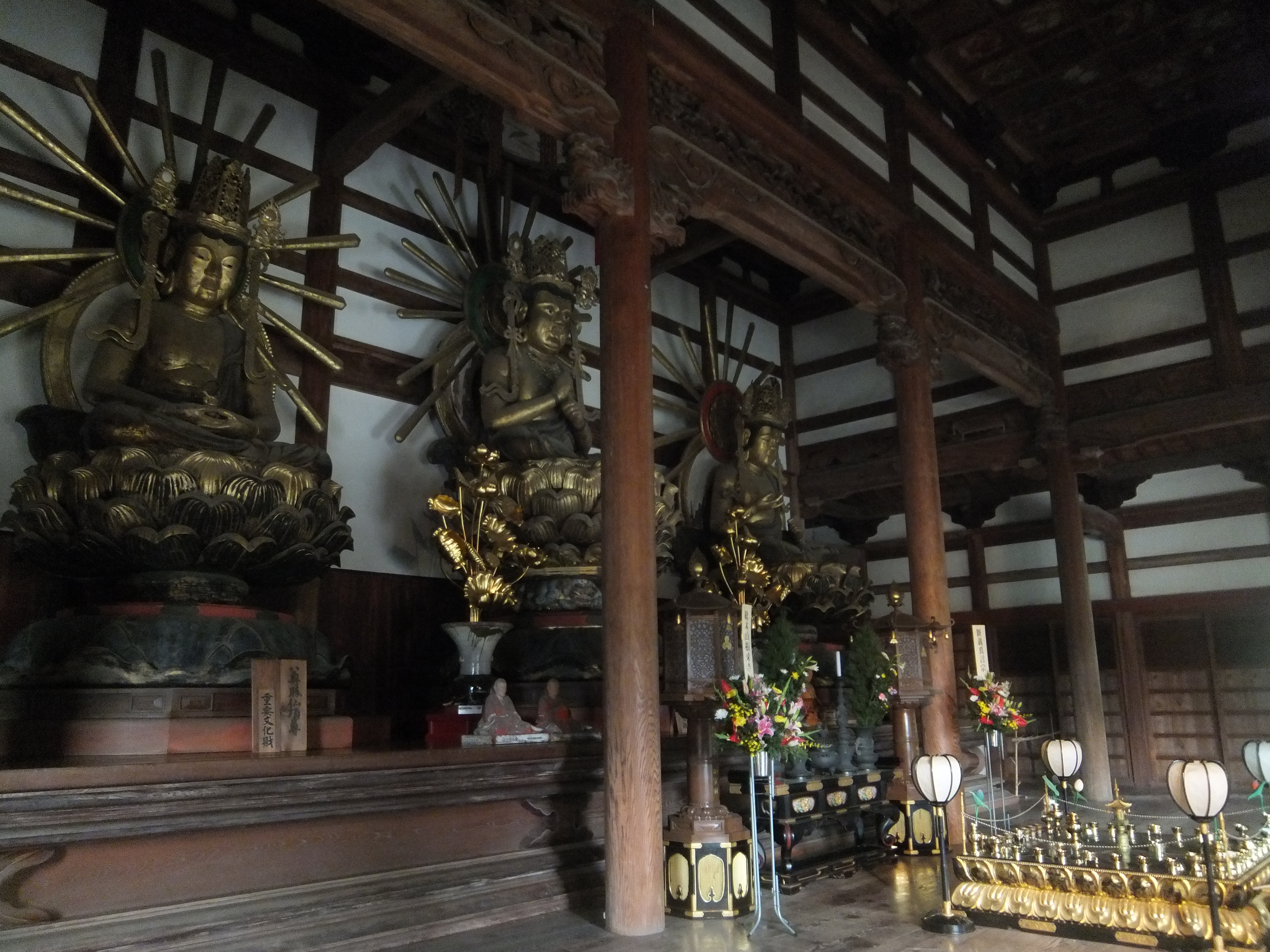
大日如来

## 關連項目
- 根來溫泉
- 根來塗

## 外部連結
- 新義真言宗 總本山根來寺 （页面存档备份，存于）